# The Bachelor
The Bachelor é um reality show semiroteirizado de encontros amorosos, produzido pela rede de televisão norte-americana ABC desde 2002. Apresentado desde seu início até 2021 pelo jornalista e apresentador Chris Harrison, as últimas edições passaram a ser apresentadas por Jesse Palmer, um ex-participante do programa. Criado e produzido por Mike Fleiss desde a primeira temporada, a partir de 2023 o programa passou a ser comandado por Jason Ehrlich.
No ar ininterruptamente por 27 temporadas, o reality tem três spin-off, The Bachelorette,  Bachelor Pad e Bachelor in Paradise. Em 2023 foi ao ar uma edição especial, The Golden Bachelor, com um solteirão e diversas pretendentes todos da terceira idade. Com versões próprias em mais de dez países, a versão original foi transmitida em Portugal  pelo MGM Portugal e pelo Casa Club TV.
Depois de ter seis temporadas exibidas no Brasil pelo canal a cabo Warner Channel, a Rede TV! comprou os direitos da série e uma versão brasileira estreou em 2014, durando apenas uma temporada.

## Sinopse
O reality se desenvolve em torno de um bachelor (tradução livre para solteirão) que se encontra e convive com um grupo de 25-30 mulheres, também solteiras, viúvas ou divorciadas, para escolher uma delas como sua esposa ao final do show. Ao fim de cada semana, há uma cerimônia das rosas, onde ele distribui um número determinado de rosas às mulheres sempre menor que o número delas ainda na competição, até que sobre apenas uma, que ao final será oferecida à sua escolhida. Os conflitos existentes entre as mulheres, tanto internos quanto externos, e que dão a linha dramática ao reality, derivam do formato de eliminação do programa.
Os encontros entre o solteirão e as pretendentes podem ser em grupos ou individuais, à medida que as semanas avançam. Elas podem ser eliminadas antes da cerimônia oficial ao final da semana, em encontros um-a-um (ela e o solteirão) ou dois-a-um, quando duas delas se encontram ao mesmo tempo com ele e ao final do dia ele escolhe apenas uma para continuar, lhe oferecendo a única rosa disponível. A cada semana, um grupo entre dez, cinco, três ou duas mulheres, dependendo da quantidade ainda restante, é eliminado. As mulheres também tem o direito de desistirem, caso percam o interesse no solteirão no decorrer da convivência ou por qualquer outro motivo. Realizado sempre num ambiente luxuoso, com viagens pelo mundo a lugares paradisíacos, o processo culmina com quatro finalistas, de quem o solteirão conhecerá pessoalmente as famílias, para uma melhor avaliação, A partir daí, elas são eliminadas uma a uma a cada semana, até a semana final, onde sobram apenas duas e ele escolherá aquela a quem oferecerá a última rosa e pedirá em casamento. Todo o processo leva cerca de dois meses e meio.

## Estrutura
A quase totalidade dos programas é realizada a partir da base onde as mulheres residem juntas, uma mansão de luxo em Agoura Hills, no Condado de Los Angeles, a "Villa De La Vina", que em seus 7500 m² possui seis quartos, nove banheiros e uma grande piscina. Construída em 2005, a casa fica situada numa área de 10 acres em 2351 Kanan Road. Em 2008, ela foi colocada à venda por US$8.750.000 dólares. As exceções ao uso da mansão como local de moradia para as pretendentes foram os Bachelor 7, gravado em Nova York, Bachelor 8, em Paris, Bachelor 9 em Roma e Bachelor 16, gravado na cidade natal do solteirão da edição.

## Vida real
Nos 21 anos em que está no ar, o reality viu apenas três casamentos acontecerem após o fim do programa. Apesar dos relacionamentos que surgiram a cada edição, quase todos se desfizeram em pouco  tempo e apenas três resultaram numa união real. Mas, por ironia, um deles, o bachelor da edição 13 (2009), o executivo de contas Jason Mesnick, um divorciado com um filho de Cleveland, Ohio, casou-se posteriormente não com a mulher que escolheu ao final do programa, mas com a que ficou em segundo lugar. O mesmo aconteceu com o piloto de corridas Arie Luyendyck Jr. (2018 – edição 22) que, depois de escolher uma pretendente e lhe dar um anel de noivado ao final da saga, terminou a relação ainda antes da temporada entrar no ar e casou-se com a segunda colocada no ano seguinte.  O empresário Sean Lowe, solteirão do Bachelor 17 (2013), foi o único realmente a casar-se com sua escolhida, a designer Catherine Giudici, numa cerimônia em 26 de janeiro de 2014, transmitida ao vivo pela ABC, a mesma rede que apresenta o reality show. Três das pretendentes recusadas por diversos solteirões, entretanto, casaram-se e tiveram filhos com seus escolhidos quando estrelaram o spin-off da série, The Bachelorette: Trista Rehn (The Bachelor 1), Ashley Hebert  (The Bachelor 15) e Desiree Hartsock (The Bachelor 17).
Por outro lado, a versão australiana, The Bachelor Australia, é a que tem o maior índice de sucesso entre todas. Nas dez edições já realizadas, cinco dos solteirões casaram com as mulheres que escolheram ao final, uma percentagem de 50% de sucesso. A edição de 2023, The Bachelor Australia 10, foi a primeira no mundo produzida com três solteirões ao mesmo tempo. Um brasileiro naturalizado australiano, Wesley Cortes, será um dos protagonistas de The Bachelor Australia 11, próxima edição também a ser realizada com três solteirões na mesma temporada.
Entre as poucas estrangeiras que já participaram do reality original há duas brasileiras: a estudante de medicina pernambucana Raquel Medeiros no Bachelor 13 (2009) e a assistente jurídica gaúcha Vitoria Lima, no Bachelor 18 (2014). Outra brasileira, a paulista Nathalia  Miranda, participou do Der Bachelor 9, a versão alemã do programa, em 2019.
Em 2021, pela primeira vez o programa apresentou um Bachelor negro, o empresário e ex-jogador de futebol americano da NCAA, Matt James. Esta edição também trouxe uma grande controvérsia fora do ar sobre racismo, que custou o emprego a Chris Harrison, tradicionalmente o apresentador da atração por quase duas décadas.

## Controvérsia
Em 2021, The Bachelor 25 trouxe pela primeira vez um solteirão negro, Matt James, algo há muito cobrado pelos fãs e pela imprensa norte-americana, depois de quase 20 anos de exibição contínua do programa sempre com um protagonista branco. Ao final dele, James escolheu como sua noiva  Rachael Kirkconnell, uma designer gráfica de Atlanta, Geórgia, branca. 
Enquanto o programa ainda estava no ar, já com as gravações encerradas e a favorita escolhida, começaram a aparecer nas redes sociais fotografias de 2018 onde Rachael participava de uma festa chamada  " Antebellum plantation-themed ", de cunho considerada racista, comumente existente em algumas regiões do sul dos Estados Unidos, que comemora a condição dos brancos do sul antes da abolição da escravidão no país. Uma outra publicação no Tik Tok de um ex-colega de escola dizia ter sofrido bullying dela, "por gostar de caras negros". Com toda a polêmica e a rejeição a Rachael nas redes sociais surgida por causa disto – Rachael, branca, havia sido a escolhida por Matt, negro – o apresentador Chris Harrison deu uma entrevista a um podcast onde defendia a bachelorette, dizendo que as críticas contra ela eram injustas por ser algo do passado da moça, ainda muito jovem e ignorante historicamente do que tinha feito e do tipo de evento do qual tinha participado, já que obviamente não era racista, pois estava noiva de um negro. A tentativa de Harrison de colocar senões no ato rascista de Rachael ao final, aliado a escaramuças internas havidas entre seus agentes e advogados com a direção da rede ABC, causaram indignação entre o públco e acabaram por custar a Harrison sua posição de tantos anos no programa.
Quanto a Matt e Rachael, o último episódio do programa, chamado After the Final Rose (Depois da Última Rosa), que normalmente  era apresentado por Harrison e transmitido ao vivo após a conclusão da saga romântica e com a presença do casal final, já trazia um apresentador substituto, o negro Emmanuel Acho; nele, entrevistada por Acho, Rachael reconheceu seus erros e sua ignorância sobre o quanto o que havia feito ofendia a comunidade negra norte-americana e se disse disposta a aprender mais sobre o racismo e suas consequências. James juntou-se a Rachael ao final, e o reality terminou mostrando que a situação havia separado o casal. Semanas depois, publicações dos dois em redes sociais mostravam que o casal havia superado a controvérsia e voltaram a estar juntos; o relacionamento durou por 4 anos, até janeiro de 2025.  

## Versão brasileira
A versão brasileira se chamou The Bachelor: Em Busca do Grande Amor, onde a única edição foi exibida pela RedeTV. Ela foi exibida entre 21 de novembro de 2014 e 20 de fevereiro de 2015. Com uma seleção de participantes solteiras e comandado pelo consultor de etiqueta e apresentador Fábio Arruda,, o reality show contou com um grupo de 25 concorrentes confinadas em uma mansão na cidade de São Paulo. A missão das bachelorettes era conquistar o coração de Gianluca Perino, empresário italiano que vivia no Brasil então há 11 anos. A vencedora foi a ex-modelo e estudante de gastronomia Aane Doux.   

## Versões internacionais
Além do programa original, as versões internacionais abaixo são apresentadas regularmente, anualmente ou sem período definido.
| País          | Nome                                      | Rede           | Estreia | Notas                                              | Refs                        |
| África do Sul | The Bachelor South Africa                 | M-Net          | 2019    | anual                                              | [ 29 ]                      |
| Alemanha      | Der Bachelor                              | RTL            | 2003    | 2003, 2011 – presente                              | [ 30 ]                      |
| Austrália     | The Bachelor Australia                    | Network Ten    | 2013    | anual                                              | [ 31 ]                      |
| Brasil        | The Bachelor: Em Busca do Grande Amor     | RedeTV!        | 2014    | apenas esta temporada                              | [ 25 ] [ 26 ] [ 27 ] [ 28 ] |
| Canadá        | The Bachelor Canada                       | City Network   | 2012    | bienal                                             | [ 32 ]                      |
| China         | 黄金单身汉 The Bachelor                   | Mango Tv       | 2016    | estreou em 2016                                    | [ 33 ]                      |
| Croácia       | Gospodin Savršeni                         | RTL Televizija | 2018    | anual                                              | [ 34 ]                      |
| França        | Bachelor, le gentleman célibataire        | NT1            | 2003    | 2003–2005 (M6); 2013 – 2014, 2016 (NT1)            | [ 35 ]                      |
| Grécia        | Ο εργένης                                 | Alpha TV       | 2020    | 2020 – 2021                                        | [ 36 ]                      |
| Nova Zelândia | The Bachelor New Zealand                  | TV3            | 2015    | anual                                              | [ 37 ]                      |
| Reino Unido   | The Bachelor UK                           | Channel 5      | 2003    | 2003–2005 (BBC Three), 2011-2012, 2019 (Channel 5) | [ 38 ]                      |
| Romênia       | Burlacul                                  | Antena 1       | 2010    | anual                                              | [ 39 ]                      |
| Rússia        | Холостяк/Holostyak                        | TNT            | 2013    | anual                                              | [ 40 ]                      |
| Suécia        | Bachelor – Nar Leken Blev Allvar          | TV4            | 2015    | anual                                              | [ 41 ]                      |
| Suíça         | Der Bachelor                              | 3+             | 2013    | anual                                              | [ 42 ]                      |
| Tailândia     | The Bachelor Thailand ศึกรัก...สละโสด       | ONE            | 2016    | anual                                              | [ 43 ]                      |
| Ucrânia       | Холостяк                                  | STB            | 2011    | anual                                              | [ 44 ]                      |
| Vietnam       | The Bachelor Vietnam - Anh chàng độc thân | HTV7           | 2018    | anual                                              | [ 45 ]                      |